# 朱存器
朱存器（？—？），大都宝坻人，元朝官员，祖籍徐州，后迁居宝坻。
蒙元帝国建立后，朱存器担任修内司使。曾经在夜里经过卢沟桥，捡到一囊黄金，便在原地等待失主还给他。失主找到他后，表示愿意平分，朱存器坚绝推辞，只是笑着离开。其子是元朝攻下海南岛的将领朱国宝。